# حوادث خلال حرب غزة (2008-09)
تشمل الحوادث التي وقعت أثناء حرب غزة تلك اللتي تشمل اعتداءات على مدنيين، ومدارس، ومساجد، ومواجهات بحرية.

## مرافق الأمم المتحدة
أفادت تحقيقات الامم المتحدة في الهجمات على افراد الامم المتحدة أو منشآتها خلال حرب غزة إلى ان إسرائيل أطلقت النار على أفراد الأمم المتحدة أو مرافقها في ثماني حوادث منفصلة. ولم يجد المجلس دليلا على أن مرافق الأمم المتحدة استخدمت لشن هجمات ضد الجيش الإسرائيلي. غير أن النتائج التي توصل إليها المجلس لا تخلص إلا إلى انتهاك حرمة مباني الأمم المتحدة؛ فإن التقارير لا تفضي إلى استنتاجات قانونية ولا ينظر فيما إذا كانت قوانين النزاع المسلح قد انتهكت كما أقر بذلك الأمين العام للأمم المتحدة بان كي مون.
يشير تقرير الحكومة الإسرائيلية إلى أن الاختبار الذي طبقه مجلس التحقيق التابع للأمم المتحدة هو مجرد ما إذا كانت المباني المادية لمرافق الأمم المتحدة قد تأثرت، وليس ما إذا كانت قوانين النزاع المسلح قد انتهكت. وقد أجرى الجيش الإسرائيلي تحقيقا خاصا به في مطالبات تتعلق بحوادث بإطلاق النيران على مرافق الأمم المتحدة والمرافق الدولية واصابتها بأضرار. وتفيد النتائج المنشورة أنه في جميع الحالات التي تم التحقيق فيها، نتج الضرر إما عن النيران الانتقامية أو من سوء استخدام مركبات الأمم المتحدة من قبل مقاتلي حماس، وأنه لم تكن هناك نية متعمدة لضرب منشآت الأمم المتحدة.
قال الامين العام للامم المتحدة بان كي مون ان الامم المتحدة سوف تتشاور مع إسرائيل لتحسين خطوط الاتصالات لمنع الهجمات المستقبلية على موظفي الامم المتحدة ومرافقها. واعتزمبان كي مون التماس تعويضات من إسرائيل عن الخسائر التي لحقت بممتلكاتالامم المتحدة التي تقدر بـ 11 مليون دولار. وقالت المتحدثة الإسرائيلية ميريت كوهين ان التحقيقات العسكرية الإسرائيلية اثبتت دون شك ان قوات الدفاع الإسرائيلية لم تطلق عمدا النار على اى منشأة تابعة للامم المتحدة. وحث مجلس التحقيق الدولى إسرائيل على سحب التهم التي تدعي بأن الفلسطينيون أطلقوا النيران من داخل المدارس والمكاتب التي تديرها الامم المتحدة. وقال مسؤولون إسرائيليون إنهم فعلوا ذلك بالفعل في تحقيقاتهم العسكرية.

### هجوم مدرسة الفاخورة، 6 يناير 2009
هجوم مدرسة الفاخورة، كان حادثا أبلغ فيه في البداية أن القوات الإسرائيلية قصفت مدرسة تابعة للأونروا في 6 يناير / كانون الثاني 2009 وقتلت أكثر من 30 شخصا. وفي ذلك الوقت، واجه الحادث إدانة واسعة النطاق من جميع أنحاء العالم. ووردت تقارير من «ذا غلوب أند ميل» و «هاآرتس» أنه لم يقتل أحد داخل المدرسة في تناقض مع تقرير من فرع مستقل للأمم المتحدة. وردت الأونروا بأنها حافظت منذ يوم الهجوم «بأن القصف وجميع الوفيات تحدث خارج المدرسة وليس داخل المدرسة».

### مدرسة أسماء الأساسية الابتدائية، 5 كانون الثاني / يناير 2009
عقب التحقيق في الحادث، خلص مجلس الامم المتحدة إلى ان إسرائيل اقتحمت عمدا مدرسة تابعة للامم المتحدة، مبديةً «تجاهل متهور لحياة المدنيين وسلامتهم». حيث قتل ثلاثة مدنيين. وتقولالحكومة الإسرائيلية إن لجنة التحقيق التابعة للأمم المتحدة أقرت بأن «المعلومات المتعلقة بعمل المدرسة كملجأ للمدنيين لم تقدمها الأمم المتحدة حتى يوم 6 كانون الثاني / يناير 2009، أي بعد يوم واحد من وقوع الحادث، وأن قائمة المرافق التي تعمل كملاجئ — التي قدمتها الأمم المتحدة في وقت سابق من يوم 4 كانون الثاني / يناير 2009 — لم تشمل مدرسة أسماء التابعة للأونروا». ولكن في وقت سابق من ذلك اليوم، بدا أن الأونروا فتحت المدرسة كمأوى للطوارئ، بعد أن أغلقت قبل تسعة أيام من وقوع الحادث. وكشف التحقيق الذي أجرته قوات الدفاع الإسرائيلية عن الحادث أنه في ليلة 5 كانون الثاني / يناير، كانت وحدة من المسلحين موجودة في موقع مدرسة أسماء. ومن المفترض أن يكون الجيش الإسرائيلي يستهدف الوحدة دون أن يدرك وجود المدنيين في الموقع.

### مجمع مكاتب الأونروا الميدانية، 15 كانون الثاني / يناير 2009
في 15 يناير / كانون الثاني، قصف الجيش الإسرائيلي منشأة للتخزين داخل مجمع مقر الأمم المتحدة في غزة، يحتوي على أطنان من الطعام ويأوي مئات اللاجئين الفلسطينيين. وفقا لأفراد الأمم المتحدة، يظهر تحليل الذخائر غير المنفجرة أن المجمع أصيب بذخيرة من الفسفور الأبيض يبلغ سمكها 155 مترا. ولم يكن لدى المرفق المعدات اللازمة لإطفاء الحريق الكيميائي وانتشر في عدة خزانات وقود. وطلبت الأمم المتحدة منالجيش الإسرائيلي وقف إطلاق النار محلياً من أجل محاولة إخماد الحرائق، ولكن تم رفض الطلب. اعرب الامين العام للامم المتحدة بان كي مون عن «احتجاجه واستنكاره الشديدين». ونقل عن متحدث باسم الدفاع الإسرائيلي قوله «نحن نأسف لوقوع مثل هذا الحادث، لكن رغم أسفنا هذا فإن حماس قد أطلقت صواريخ وأطلقت القوات النار من داخل الموقع». رفضت الأمم المتحدة التوضيح الإسرائيلي بأنه «هراء بالكامل». وندد مسؤول كبير في الأمم المتحدة كان داخل المبنى عندما هوجم بالتصريحات الإسرائيلية الكاذبة وقال أنه لم سوى غير المقاتلين في المبنى. وتقريرالحكومة الإسرائيلية يقتبس من نتائج التحقيق الذي أجراه مجلس الأمم المتحدة في الحادث: «لم يكن المجلس في نطاقه لتقييم الادعاءات العامة أو الرفض» بشأن «النشاط العسكري المحتمل بالقرب من مباني الأمم المتحدة والاستخدام العسكري المحتمل للمباني المجاورة». الموقف الإسرائيلي من هذا الحادث هو أن الحادث «وقع خلال القتال العنيف الذي اشتمل على نشر حماس وحدات مضادة للدروع مجهزة بصواريخ متطورة مضادة للدبابات شمال مجمع الأونروا»، مما يشكل تهديدا لقوات الجيش الإسرائيلي في المنطقة. نفذ الجيش الإسرائيلي شاشة دخانية فعالة كإجراء وقائي ردا على ذلك، متوقعاً فقط «مخاطر محدودة على المدنيين فيما يتعلق بهذه الميزة التشغيلية».

## المدنيون والبنية التحتية المدنية
قال الجيش الإسرائيلي إن المباني المدنية فيقطاع غزة قد دمرت أثناء عملية الرصاص المصبوب بسبب «احتياجات تشغيلية كبيرة»، مستشهدا بأمثلة على أن المباني كانت مفخخة، أو تقع فوق الأنفاق، أو يستخدمها المقاتلون لإطلاق النار منها.

### المدنيين

#### في إسرائيل
خلال الصراع، أصيبت الحياة في جزء كبير من جنوب إسرائيل بالشلل بسبب إطلاق الصارويخ وقذائف الهاون من قبل حماس. وبحسب هيومن رايتس ووتش، خلال حرب غزة، وضعت الهجمات الصاروخية 800,000 مدني إسرائيلي ضمن نطاق الهجوم.
خلال الحرب، وصلت الصواريخ إلى المدن الإسرائيلية الكبرى أشدود وبئر السبع وغديرا للمرة الأولى، مما يضع قرابة ثمن سكان إسرائيل في نطاق الصواريخ. وبحلول 13 يناير / كانون الثاني 2009، أطلق مسلحون فلسطينيون نحو 565 صاروخا و 200 قذيفة هاون على إسرائيل منذ بداية النزاع، وفقا لمصادر أمنية إسرائيلية.
إلى جانب الصواريخ التي أطلقتها كتائب القسام التابعة لحركة حماس، أعلنت فصائل أخرى مسؤوليتها عن إطلاق صواريخ على إسرائيل والهجوم على جنود إسرائيليين، بما في ذلك كتائب شهداء الأقصى (التابعةلحركة فتح)، وكتائب أبو علي مصطفى (الجناح المسلحللجبهة الشعبية لتحرير فلسطين)، وكتائب القدس ولجان المقاومة الشعبية. وقال مسؤول في حركة فتح إن الهجمات الصاروخية التي يقوم بها فصيله تتناقض مع الموقف الرسمي لزعيم فتح ورئيس السلطة الوطنية الفلسطينية محمود عباس. ودعا عباس جميع الاطراف إلى وقف الأعمال العدائية دون قيد أو شرط. 
أطلق المسلحون أكثر من 750 صاروخا وقذيفة هاون من غزة إلى إسرائيل خلال النزاع. كانت بيرشيبا وجيديرا أبعد المناطق التي أصابتها الصواريخ أو قذائف الهاون. وأدت هذه الصواريخ إلى مقتل ثلاثة مدنيين وجندي واحد وجرح 182 شخصا، وعاني 584 شخصا آخرين من متلازمة الصدمة والقلق. كما تسببت الصواريخ في أضرار في الممتلكات، بما في ذلك الأضرار التي لحقت بثلاث مدارس. وقال محمود الزهار، مسؤول كبير في حركة حماس، خلال العملية «أنهم [القوات الإسرائيلية] قصفت الجميع في غزة... قصفوا الأطفال والمستشفيات والمساجد... وبذلك أعطونا الشرعية لضربهم بنفس الطريقة». لاحظت هيومن رايتس ووتش في رسالة مفتوحة إلى إسماعيل هنية أنه على الرغم من موقف وزارة الخارجية في ردها على تقرير غولدستون، فإن الجماعات المسلحة الفلسطينية لا تزال مسؤولة عن إطلاق الصواريخ بشكل عشوائي أو متعمد على الأهداف المدنية الإسرائيلية. وأشارت هيومن رايتس ووتش أيضا إلى أن المسلحين الفلسطينيين يعرضون المدنيين الفلسطينيين لخطر الهجمات الإسرائيلية المضادة من خلال إطلاق الصواريخ من المناطق المأهولة بالسكان.

#### في قطاع غزة
ذكرت بي بي سي نيوز في 14 يناير / كانون الثاني أن الوكالة وبتسيلم (الجمعية الإسرائيلية لحقوق الإنسان) تلقت مطالبات من مدنيين في غزة بأن قوات الجيش الإسرائيلي أطلقت النار على سكان غزة الذين يحاولون الفرار من المنطقة. ونفت إسرائيل بشدة هذه الادعاءات، ورفضت تقرير بتسيلم بانه «بدون اساس». وذكرت هيئة الإذاعة البريطانية (بي بي سي) نقلا عن افراد اسرة يقولون انهم تعرضوا لاطلاق النار بينما كانوا يحاولون المغادرة لتجديد المياه الضئيلة والامدادات الغذائية خلال الهدوء الإنساني الذي استمر ثلاث ساعات. كما ذكرت الادعاءات المتعلقة بالقتل المستهدف للنساء وكبار السن والأطفال الذين يحاولون الفرار من النزاع. ولم تتمكن بتسيلم من تأكيد الشهادات التي تلقتها.
في 16 يناير / كانون الثاني، قام الدكتور عز الدين أبو العيش، وهو طبيب فلسطيني مدرب من إسرائيل في غزة، وشخصية عادية في القناة العاشرة الإسرائيلية، حيث أبلغ عن الأزمة الطبية، بالانهيار عندما اتصل به لتقريره الليلي حيث أبلغ المشاهدين بأنه فقد لتوه ثلاثة من بناته وابنة أخيه أثناء القتال، مما دفع العديد من المكالمات المهتمة للمحطة من الناس الذين يعرفونه. تم نقل البنتين الباقين على قيد الحياة لتلقي العلاج من جراحهما إلى مستشفى تل هاشومر في تل أبيب. قال تحقيقالجيش الإسرائيلي، الذي وافق عليه رئيس الأركان جابي أشكنازي، إن دبابة الجيش الإسرائيلي أطلقت قذيفتين على المنزل بعد رؤية شخصيات مشبوهة على المستوى العلوي من منزل الطبيب. وقد شكك الطبيب في جزء من تقرير الجيش الإسرائيلي، قائلا إن منزله يقع في «جباليا، شمال شرقي مدينة غزة، وليس في حي الصجاعية في مدينة غزة، ولم يكن هناك إطلاق نار من منزله، ولم يرى منشورات تحذيرية إسرائيلية لاجلاء من يقول الجيش أنه رآهم». الجيش الإسرائيلي «لم يتسن الوصول إليه لتفسير (التناقضات) من بيانهم المكتوب». زار الجندي البريطاني المتمرس الكولونيل تيم كولينز موقع الحادث. وقال انه من النقطة التي أطلقت منها الدبابة، لم يكن تسطيع أن ترى هدفاً واضحاً. وأضاف أن الضربة كان مشكوك فيها، ولكنه أعرب في الوقت نفسه عن تفهمه أن القوات الإسرائيلية، التي تقع في وضع أدنى، كان يمكن أن تشعر بالتهديد في وسط المعركة.
أبلغت القوات الإسرائيلية عن استخدام الأطفال الفلسطينيين كدروع بشرية خلال النزاع.

### المدارس الإسرائيلية

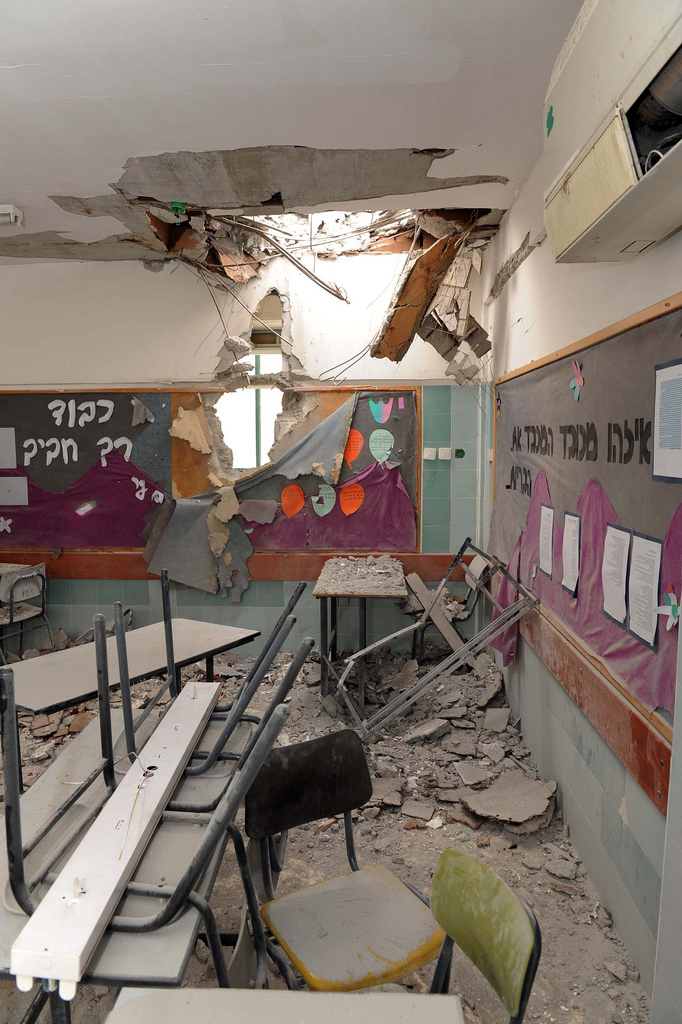
الفصول الدراسية لرياض الأطفال فيبئر السبع ضربت من قبل صواريخ غراد من غزة

سقطت الصواريخ الفلسطينية على المرافق التعليمية الإسرائيلية عدة مرات خلال النزاع.
خلال الحرب، أصاب صاروخ حماس روضة أطفال إسرائيلية فيبئر السبع، مما أدى إلى إلحاق أضرار بالمبنى وفي منزل مجاور. وعولج عشرات الأشخاص من الصدمة. وفي حالة أخرى، سقط صاروخ في مدرسة ابتدائية إسرائيلية في بئر السبع، مما تسبب في أضرار جسيمة بالهيكل. أعلنت حماس مسؤوليتها عن الهجوم. أصاب صاروخ القسام مدرسة أخرى في عسقلان، مما أدى إلى تدمير الفصول الدراسية وإصابة شخصين.
استؤنفت الدراسة رسميا في 11 يناير / كانون الثاني. ولم يسمح إلا للمدارس التي تضم قاعات دراسية محصنة ومآوي للقنابل تسمح بجلب الطلاب، ممثلي قيادة الجبهة الداخلية في الجيش الإسرائيلي كانوا في المدارس؛ وكان الحضور منخفضا.

### الموظفون الطبيون والمرافق الطبية
نقل أكبر مستشفى على الساحل الجنوبي لإسرائيل، مستشفى برزيلاي في عسقلان، مرافق العلاج الحرجة إلى ملجأ تحت الأرض بعد تم إطلاق صاروخ من غزة أصاب جانب مهبط المروحية الخاص بالمستشفى في 28 ديسمبر / كانون الأول.
في 4 يناير / كانون الثاني 2009، أصابت الطائرات الإسرائيلية مركز (الرعاية) الطبي وعياداته المتنقلة دون سابق إنذار مسببة أضرارا قدرها 000 800 دولار. وكان المركز، الذي خدم 100 مريض يوميا، يظهر بوضوح كمرفق طبي ويقع في وسط منطقة سكنية، دون وجود مرافق حكومية أو عسكرية في مكان قريب.
أفادت عدة شهادات من سكان غزة المحليين ومن جنود الجيش الإسرائيلي أن عناصر حماس كانوا يرتدون الزي الرسمي المسعفين وأمروا سيارات الإسعاف لنقل المقاتلين. وبعد الغارة الجوية الإسرائيلية على السجن المركزي والتي أسفرت عن إطلاق سراح السجناء في الشوارع، أعدم عدد من السجناء ال 115 المتهمين بالتعاون مع إسرائيل الذين لم يحاكموا بعد من قبل مقاتلي حماس يرتدون ملابس مدنية في مجمع مستشفى الشفاء. وذكر التحقيق الذي أجراه الجيش الإسرائيلي في 22 أبريل / نيسان 2009 أن حادثة تعرضت لها مركبة تابعة للأمم المتحدة هاجمها الجيش الإسرائيلي بعد أن حدد الجيش الإسرائيلي فرقة فلسطينية مضادة للدبابات تنزل من السيارة. واتهمت وزارة الصحة فيالسلطة الفلسطينية الأجهزة الأمنية التابعة لحكومة حماس باستخدام العديد من المستشفيات والعيادات في غزة كمراكز للاستجواب والاحتجاز، حيث طرد الموظفون الطبيون أثناء الحرب وبعدها. وجّه التحقيق في الجيش الإسرائيلي اتهامات مماثلة وذكر أن حماس أقامت مركزا للقيادة والتحكم داخل مستشفى الشفاء في مدينة غزة طوال الحرب.
في 11 يناير / كانون الثاني، قامت القوات الإسرائيلية «بتدمير كامل» لعيادة تديرها مجموعة كاريتاس الكاثوليكية للإغاثة في المغازي، مما أدى أيضا إلى إلحاق أضرار ب 20 منزلا قريباً من الهجوم.
في اليوم التالي، تم تدمير عيادة الأم والرضيع التي تديرها منظمة كريستيان إيد ومجلس الكنائس في الشرق الأدنى من قبل الطائرات الإسرائيلية، ولم يتم إعطاء المرضى والعاملين سوى 15 دقيقة للإخلاء قبل القصف. وطالب رئيس الأساقفة باري مورغان بتفصيل من السفير الإسرائيلي لدى لندن بشأن هذا الهجوم على مركز رعاية صحة الأسرة في الشجاعية الذي خدم 10,836 أسرة، ويعتمد فقط على مركز الدعم الطبي. ووفقا لتقرير الحكومة الإسرائيلية الذي نشر في يوليو / تموز 2009، فإن الهدف العملي من الضربة هو تدمير موقع تخزين تابع لحماس يقع في نفس المبنى. ويضيف التقرير أنه «لم تكن هناك أي إشارة تدل على وجود العيادة، ولم يبلغالجيش الإسرائيلي عن موقعه أو عرفه قبل العملية العسكرية ضد مستودع الأسلحة».
أصيب مستشفى القدس في منطقة تل حوا السكنية ذات الكثافة السكانية العالية بقذائف إسرائيلية في 16 يناير / كانون الثاني. ووصف الاتحاد الدولي لجمعياتالصليب الأحمر والهلال الأحمر الهجوم على المستشفى بأنه«مرفوض تماماً وغير مقبول على الإطلاق على أساس كل معايير القانون الإنساني الدولي». وقال مسؤول فيحزب الشعب الفلسطيني إن مقاتلي المقاومة كانوا يطلقون النار من مواقع في جميع أنحاء المستشفى. وكتب مراسل كوريير ديلا سيرا أن عناصر من حماس قد اختطفوا سيارات الإسعاف والزي الرسمي لمستشفى القدس. وفي 15 يناير / كانون الثاني، أطلق الجيش الإسرائيلي النار على مستشفى تابع للهلال الأحمر كان يحتوي بين 400 إلى 500 شخص في حي تل حوا في مدينة غزة. حسب ادعاءات وزارة الصحة التابعة للسلطة الفلسطينية فيرام الله، كل من العيادتين تم استخدامهم من قبل حماس كمراكز للاستجواب والاحتجاز.
كما هاجمت القوات الإسرائيلية وأضرت العيادات الصحية المتنقلة الدنماركية، مما دفع وزارة الخارجية الدنماركية إلى النظر في المطالبة بتعويض من إسرائيل. شهد محمد رمضان للجنة الدولية للصليب الأحمر لأطباء من أجل حقوق الإنسان في إسرائيل (بي إتش بي- آي) أن سيارة الإسعاف خاصته، الواضح عليها رمز اللجنة الدولية للصليب الأحمر، تم إطلاق النار عليها من قبل دبابة على الرغم من التنسيق مع الجيش الإسرائيلي. وادعى أطباء في الهلال الأحمر الفلسطيني أيضا أن القوات الإسرائيلية أطلقت النار عمدا. في 11 يناير / كانون الثاني اتهم أحد كبار ضباط الجيش الإسرائيلي مسلحين من حماس باستخدام سيارات إسعاف تابعة للهلال الأحمر لكسر خط المعركة في شمال غزة من الجنوب. في 12 يناير / كانون الثاني، قتل طبيب فلسطيني على يد مروحية إسرائيلية أثناء محاولته إجلاء الجرحى من مبنى حيث أصابته صواريخ في مخيم جباليا للاجئين.
يزعم مركز المعلومات الاستخباراتية والمتعلقة بالإرهاب الواقع في إسرائيل أنه منذ بداية الصراع، انتقلت غرفة عمليات قوات حماس في شمال غزة إلى مستشفى كمال عدوان. وقد ذكرت المكتبة الافتراضية اليهودية أن «نشطاء حماس كانوا مختبئين في أجنحة الولادة في المستشفيات المدنية». في 31 ديسمبر / كانون الأول 2008، قال رئيس جهاز الأمن الإسرائيلي يوفال ديسكين لمجلس وزراء الحكومة أنه يعتقد أن مقاتلي حماس أخذوا مأوى في مختلف مستشفيات غزة. وفي 11 يناير / كانون الثاني اتهم أحد كبار ضباط الجيش الإسرائيلي مسلحين من حماس بالاختباء داخل سيارات الإسعاف التابعة للهلال الأحمر من أجل كسر خط المعركة التي يفصلها الجيش الإسرائيلي عن شمال وجنوب غزة.
في 12 يناير / كانون الثاني اتهم وزير الأمن الداخلي الإسرائيلي مقاتلي حماس بالاختباء في مستشفى الشفاء في غزة، باستخدام الغرف «لعقد اجتماعات»، ولبس الزي العسكري. نفت الأونروا هذه التأكيدات، واتهم مدير مستشفى الشفاء الوزير الإسرائيلي بالكذب من أجل النهوض بمسيرته السياسية، على الرغم من أن المستشفى لا يراقب من يدخل أو يخرج من المبنى. في 13 يناير / كانون الثاني، أفاد برنامج بي بي إس التلفزيوني «زاوية واسعة» أن طبيبا مجهولا في مستشفى الشفاء ذكر أن مسؤولي حماس كانوا يختبئون تحت مبنى المستشفى، «معرضين المدنيين للخطر». في 14 يناير / كانون الثاني، قدمت السفيرة الإسرائيلية لدى الأمم المتحدة غابرييلا شاليف شكوى رسمية إلى الأمين العام للأمم المتحدة، مدعيةً اكتشاف غرفة حرب في مستشفى الشفاء، أن حماس استخدمت المرضى كدروع بشرية.
علاوة على ذلك، أفادت التقارير باستهداف سائقي سيارات الإسعاف الذين ذهبوا لإغاثة الجرحى، وفي بعض الحالات قتلوا على أيدي القوات الإسرائيلية، على الرغم من أنهم كانوا يرتدون ملابس تحددهم بوضوح كموظفين طبيين.
قتل خمسة مشكوك بتعاونهم مع إسرائيل في مجمع مستشفى الشفاء على يد مسلحين من حماس يرتدون ملابس مدنية. وتشير تقارير عديدة في وسائل الإعلام إلى أن مقاتلي حماس استخدموا سيارات الإسعاف لنقل المقاتلين.
كما اتهمت وزارة الصحة الفلسطينية في رام الله حماس باستخدام المستشفيات والعيادات في غزة كمراكز استجواب واحتجاز: «المستشفيات ... التي تم الاستيلاء عليها تشمل مستشفى القدس في تل الهوى، مبادرة الهلال الأحمر، مستشفى الشفاء في مدينة غزة، الطابقين العلوي والسفلي لمستشفى الناصر، فضلا عن مستشفى الأمراض النفسية».

### حادثة حي الزيتون
).

]]
وفقا لتقارير الشهود، في 5 يناير / كانون الثاني، احتجزت القوات الإسرائيلية حوالي 110 فلسطينيين، معظمهم من النساء والأطفال (الرجال كانوا محتجزين بشكل منفصل)، في مبنى واحد بدون مياه أو طعام في منطقة الزيتون، وقامت بقصف المبنى بعد 24 ساعة. وذكر الجيش الإسرائيلي أنه لم يكن لديه علم بهذا الهجوم، وادعى أن الادعاء غير معقول لأنه ادعى أنه لا توجد قوات موجودة في تلك المنطقة في 4 يناير / كانون الثاني. وزعم التلفزيون الإسرائيلي أن مستشفيات غزة لا علم لها بالهجوم.
أشارت التقارير الأولية إلى أن ما بين 11 (بما في ذلك 5 أطفال) و 70 قتلوا. وذكرت تقارير لاحقة أن 30 شخصا لقوا مصرعهم في الهجوم. وأكدت الأمم المتحدة شهادات الشهود في تقرير نشر في 9 يناير / كانون الثاني. قال تقرير مكتب الأمم المتحدة لتنسيق الشؤون الإنسانية إن الهجوم كان «الأكثر مأساوية» خلال الصراع، ودعا إلى التحقيق في الهجوم. لم يقدم التقرير اى دليل على ان الهجوم كان متعمدا، واضاف اليجرو باتشيكو، وهو مسئول كبير بالامم المتحدة في القدس، والذي ساعد في صياغة التقرير حول الهجوم على مكتب تنسيق الشؤون الإنسانية، «اننا لا نوجه اتهامات للعمل المتعمد» من قبل الإسرائيليين.
وفقا لما ذكره شاهد عيان، قتل الجنود الإسرائيليون أثناء قيامهم بتطويق الفلسطينيين، اثنين من المدنيين، بمن فيهم طفل.
وفقا للصليب الأحمر، لم يتم منح سيارات الإسعاف الإذن بالدخول إلى الحي لاسترداد الجرحى من المبنى في ذلك اليوم، ولكنها فعلت ذلك في اليوم التالي. وقد توفي ثلاثة أطفال بعد نقلهم إلى المستشفى. وبعد الهجوم، عثرت سيارات الإسعاف على أربعة أطفال تشبثوا بجثث أمهاتهم لمدة 48 ساعة، على الرغم من أن الجنود الإسرائيليين كانوا متمركزين في مكان قريب ولم يفعلوا شيئا للمساعدة. قال نافانيثيم بيلاي مفوض الأمم المتحدة السامي لحقوق الإنسان «يجب التحقيق في مثل هذه الحوادث لأنها تعرض عناصر لما يمكن أن يصنف كجرائم حرب»، ودعت إلى إجراء تحقيقات «موثوقة ومستقلة وشفافة» بشأن الانتهاكات المحتملة للقانون الإنساني.
وردت تقارير عن الاعتداء على وسائل الإعلام من قبل مادس جيلبرت، وهو طبيب نرويجي وناشط سياسي متمركز في مستشفى الشفاء، في غزة، في 5 يناير / كانون الثاني، وذكرت عدة صحف أن الناجين من الهجوم تم علاجهم في مستشفى الشفاء.
في 13 كانون الثاني / يناير، لم يتم حتى  ذلك الوقت استرجاع جثث القتلى في الهجمات التي وقعت في 5 كانون الثاني / يناير، على الرغم من النداءات الموجهة إلى الجيش الإسرائيلي للوصول إلى منزل الساموني.
يؤكد الباحث في مركز القدس للشؤون العامة العقيد (هاليفي) أن فحص المصادر الفلسطينية التي يمكن الوصول إليها بحرية يبين أن ثلاثة أفراد على الأقل من عائلة السموني كانوا ينتمون إلى جماعة الجهاد الإسلامي الفلسطينية؛ وكان توفيق السموني الذي قتل في الخامس من كانون الثاني / يناير الماضي ناشطا في حركة الجهاد الإسلامي. وعلاوة على ذلك، يشير إلى أن نسخة الجهاد الإسلامي الفلسطينية الرسمية عن الحادث الواقع في ذلك اليوم تشير إلى أن مقاتليها كانوا يعملون في المنطقة ضد الجيش الإسرائيلي. واستنادا إلى الأدلة، يقول بأن منطقياً أن يكون المدنيين قد حوصروا داخل القتال.

### مسجد إبراهيم المقدنة
في 3 يناير / كانون الثاني 2009، هاجمت قوات الدفاع الإسرائيلية مسجد إبراهيم المقدنة في بيت لاهيا عند الغسق. وقال شهود إن أكثر من 200 فلسطيني كانوا يصلون في الداخل في ذلك الوقت. وقتل 13 شخصا، من بينهم ستة أطفال، وأصيب 30 شخصا بجراح.
واتهمت إسرائيل حماس باستخدام المساجد لإخفاء الأسلحة والذخائر. ونشرت وحدة المتحدث باسمالجيش الإسرائيلي مقاطع فيديو تظهر انفجارات ثانوية وقعت بعد تدمير المساجد، زاعمة أن هذه الانفجارات كانت ناجمة عن الأسلحة والذخيرة المخفية فيها.

### حادثة أسرة خالد عبد ربه
في 7 يناير / كانون الثاني 2009، أطلق جنود إسرائيليون النار على أفراد عائلة عبد ربه الذين كانوا يحاولون مغادرة المنزل. وتناولت عدة وكالات انباء ومنظمات حقوق الإنسان ولجنة غولدستون تفاصيل الحادث.

## الجهود المدنية الدولية لكسر الحصار المفروض على غزة

### أريون
عادت السفينة التجارية «أريون»، التي كانت متوجهة إلى غزة مع تجار يونانيين من أجل تقديم المساعدات الإنسانية كجزء منحركة غزة الحرة، إلى لارنكا، قبرص في 15 يناير / كانون الثاني. ووفقا للقبطان، عادت السفينة إلى لارنكا بعد لقاء مع السفن الحربية الإسرائيلية على مسافة 92 ميلا بحريا من كاب غريكو قبالة قبرص في خليج فاماغوستا، التي تقع في المياه الدولية. واقتربت ثلاث سفن إسرائيلية من أريون وحذرت من أنها إذا لم تغير مسارها نحو غزة، وحاولت الدخول للمياه الإسرائيلية، فإنها ستضطر لمهاجمتها. كان هناك اثني عشر من الرعايا اليونانيين والنشطاء على متن أريون وكذلك صحفيين وأطباء من جنسيات أخرى.
كانت اليونان قد ابلغت مجلس وزراء إسرائيل بنقلها لمساعدات انسانية منذ أيام ولكنها حذرت أيضا قادة البعثة من مخاطر الحملة.

"أبلغت الحكومة اليونانية رئيس المبادرة وجميع المشاركين بشكل كامل وفي الوقت المناسب - قبل انقطاع السفينة - مشيرا إلى مخاطر السلامة التي ينطوي عليها العمل المخطط له، والتي تنطوي على المرور عبر منطقة بحرية عسكرية مغلقة قد عينتها إسرائيل في منطقة الأزمة. 
في الوقت نفسه، نفذنا وننفذ جميع الإجراءات الدبلوماسية اللازمة تجاه الجانب الإسرائيلي، مما يؤكد الطابع الإنساني البحت لهذا الجهد، مطالبين السلطات الإسرائيلية إلى معالجة الحالة بالحساسية اللازمة وبتوخي الحذر بوجه خاص حتى لا يعرض سلامة أولئك الذين هم على متن السفينة أريون".

### الكرامة
في 29 ديسمبر / كانون الأول 2008، أبحرت مركب «الكرامة» الشراعية التابعةلحركة غزة الحرة من قبرص، وتوجهت إلى غزة، في محاولة لتقديم 3.5 طن (3.9 طن) من الإمدادات الطبية لسكانها. تم اجبار القارب الذي استقله كاوايمه بوترلي، وسينثيا ماكيني، صحافيون من قناة الجزيرة وسي إن إن، وثلاثة من الجراحين بمن فيهم د. إيلينا ثوهاروس، على العودة إلى الوراء بعد مواجهة مع السفن البحرية الإسرائيلية. وفقا للركاب والطاقم، تم الاقتراب من قاربهم أثناء الظلام، في المياه الدولية، حوالي 90 ميلا قبالة ساحل غزة، وأُمرت بالتوقف، وعند الرفض تم إطلاق النار عليها واصطدم المركب بآخر، مما أدى إلى أضرار جسيمة. ردت إسرائيل بأن إطلاق النار لم يحدث، وكان المركب الشراعي داخل المياه الإقليمية الإسرائيلية، وأنها لم تستجب للنداءات اللاسلكية الإسرائيلية، واصطدمت بزورق إسرائيلي ورفضت المساعدة الإسرائيلية. لم يكن هناك ما يكفي من الوقود للعودة إلى قبرص، وتوقف القارب في لبنان.
قدمت قبرص شكوى رسمية بشأن الحادث. القنصلية العامة لإسرائيل في جنوب شرقالولايات المتحدة الأمريكية وصفت مكيني بأنها «غير مسؤولة»، متهمة إياها «بالاستفزاز» الذي عرض الكثيرين للخطر. قامت حركة غزة الحرة برفع دعوى ضد إسرائيل لتدمير القارب عمدا.